# Histoplasma capsulatum

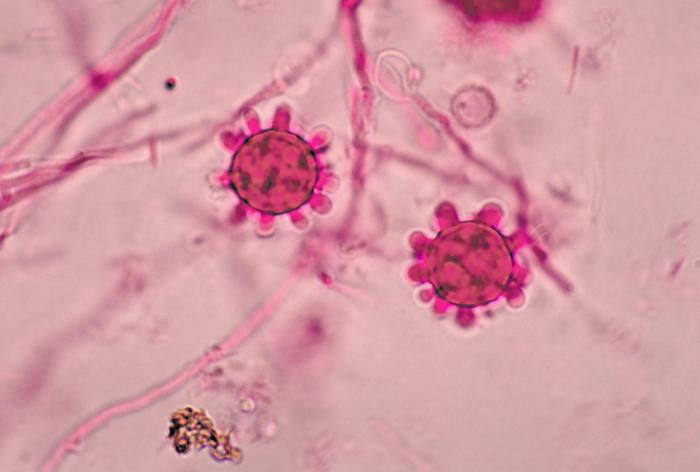

Histoplasma capsulatum Darling – gatunek grzybów należący do typu workowców (Ascomycota).

## Systematyka i nazewnictwo
Pozycja w klasyfikacji według Index Fungorum: Ajellomycetaceae, Onygenales, Eurotiomycetidae, Eurotiomycetes, Pezizomycotina, Ascomycota, Fungi.
Gatunek po raz pierwszy opisał Samuel Taylor Darling w 1906 roku w Panamie na człowieku.
Synonimów ma 17. Niektóre z nich:
- Coccidioides farciminosa (Rivolta) Vuill. 1931
- Histoplasma capsulatum var. farciminosum (Rivolta) R.J. Weeks, A.A. Padhye & Ajello 1986
- Histoplasma farciminosum (Rivolta) Redaelli & Cif. 1934

## Charakterystyka
Histoplasma capsulatum to grzyb dymorficzny, którego drożdżowa forma wywołuje chorobę o nazwie histoplazmoza. Komórki, wielkości 2-4 µm, rozwijają się przeważnie wewnątrz komórek krwi obwodowej, w makrofagach szpiku kostnego i śledziony. Histoplazma capsulatum wzrasta dobrze na podłożach sztucznych. Do badań diagnostycznych przesyła się krew, skrawki tkanki (biopsja) lub plwocinę (przy zakażeniu płuc). Z badań serologicznych wykonuje się odczyn wiązania dopełniacza. W przebiegu zakażenia pojawia się nadwrażliwość, którą można wykazać za pomocą odczynu skórnego.